# Государственное пособие
Госуда́рственное посо́бие — безвозмездная денежная выплата, выплачиваемая за счёт государства.
В России существуют различные виды пособий. К ним, в частности, относятся:
- государственное пособие по уходу за больным ребенком
- государственное пособие по безработице
- государственное пособие по беременности и родам
- ежемесячное государственное пособие на ребенка
- государственное ежемесячное социальное пособие
- пособие по инвалидности[1]

пособие по временной нетрудоспособности не может относиться к разряду государственных, так как выплачивается не из госбюджета, а из страховых взносов Фонда социального страхования (его уровней). Государственным пособием может считаться только то, которое всецело выплачивается из государственного бюджета, даже если упомянутый фонд некоммерческий и не частный.
- единовременное пособие беременным женщинам
- единовременное пособие при рождении ребенка

Государственные пособия, за исключением пособий по временной нетрудоспособности (включая пособие по уходу за больным ребенком), а также иные выплаты и компенсации, выплачиваемые в соответствии с действующим законодательством, не подлежат налогообложению. При этом к пособиям, не подлежащим налогообложению, относятся пособия по безработице, беременности и родам.
Государственные пособия есть и в других странах (Украина, Казахстан, Эстония, Латвия)